# Santarcangelo di Romagna
Santarcangelo di Romagna és un municipi italià, situat a la regió d'Emília-Romanya i a la província de Rimini. L'any 2005 tenia 20.207 habitants.

## Fills il·lustres
- Tonino Guerra (1920-2012), poeta escriptor i guionista de cinema.
- Andrea Guerra (1961), compositor musical de bandes sonores per al cinema.